# Kitty Fischer
Catherine Maria Fischer znana jako Kitty Fischer (ur. 1 czerwca 1741 w Londynie, zm. 10 marca 1767 w Bath) – angielska kurtyzana.

## Życiorys
Niewiele wiadomo o wczesnym życiu Kitty, nim stała się sławna. Ochrzczona 10 czerwca 1741 r. w kościele St. Anne w Soho, Westminster, córka Johna Henry’ego Fischera (zm. ok. 1766 r.) i jego żony Ann. Ojciec prawdopodobnie był Niemcem, Ann Fischer została wymieniona jako wdowa we wniosku o zezwolenie na zawarcie małżeństwa 22 marca 1766 r. Johna Pollarda z nieletnią Sarah Louisą Fischer, prawdopodobnie młodszą siostrą Catherine. Rodzina była uboga, Catherine z początku mieszkała w Paddington i pracowała w sklepie kapeluszniczym.
Jej sława kurtyzany rozpoczęła się po tym, jak została uwiedziona i porzucona przez Anthony’ego George’a Martina. „The Town and Country Magazine” z września 1771 r. twierdził jednak, że był to Augustus Keppel, a Edward Thompson w satyrycznym wierszu „The Meretriciad” pisał, iż jest zbyt wielu kandydatów, żeby precyzyjnie ustalić tożsamość uwodziciela.
Do zimy 1758 r. Kitty znalazła się w centrum zainteresowania i przez następne pięć lat była określana jako jedna z czołowych, a nawet najbardziej znaczących kurtyzan w Londynie. Wiele satyrycznych wierszy i esejów, jak „The Ghost and the anonymous Kitty's Stream” (1759) Charlesa Churchilla, artykuły w prasie i czasopismach oraz prywatna korespondencja oddawały hołdy sławnej Kitty Fischer, której wdzięk, poczucie humoru i przygody urzekały obszerne grono obserwatorów. Wkrótce zaczęła być kojarzona ze znaczącymi osobami Londynu. Według Horacego Walpole’a była rozpoznawana w londyńskim parku przez księcia Fryderyka Wilhelma jak też jego starszego brata, księcia Walii. Przy innej okazji Jerzy III Hanowerski przedstawił ją Williamowi Pitt. Giacomo Casanova był pod wrażeniem jej wspaniałej sukni i uroku. Znana była z jazdy konnej w St. James’s Park i The Mall. W marcu 1759 r. wywołała rozgłos upadając z konia. Przy upadku jej suknia uniosła się, odsłaniając licznym przechodniom nagie ciało kurtyzany. Część obserwatorów i krytyków, m.in. poeta satyryczny Edward Thompson czy Lady Caroline Fox, twierdziła, że przykład Kitty, jej strój i maniery, ma zły wpływ na młode kobiety i doprowadzi wiele z nich do prostytucji.
Sławę Kitty Fischer powiększyły też jej portrety olejne. W latach 1759–1766 sir Joshua Reynolds namalował co najmniej cztery jej portrety. Tworzone liczne reprodukcje i ryciny jeszcze mocniej potęgowały jej sławę. Portret autorstwa Nathaniela Hone’a z 1765 roku przedstawia kurtyzanę siedzącą przy misce pełnej złotych rybek, w której kot próbuje łowić ryby. Do tego obrazu nawiązuje również wiersz Thomasa Graya z 1747 r. „Ode on the Death of a Favourite Cat, Drowned in a Tub of Gold Fishes”.
Ekstrawagancja Kitty stała się wręcz legendarna. Jedna z historii opowiada, jak zjadła stufuntowy banknot na chlebie z masłem, inna natomiast, iż zakazała przyjmować w domu Edwarda, księcia Yorku (na Carrington Street lub Cranbourne Street), gdyż ten nie uiścił należnej opłaty 50 gwinei. Twierdzono, że miała romans z wieloma znaczącymi osobistościami, jak sir Thomas Medlycott, George Anson, Thomas Bromley, 2. Baron Montfort, kupiec Joseph Salvador, czy John Montagu. Chodziły plotki, iż miała romans z dwoma czołowymi oficerami armii, feldmarszałkiem Johnem Ligonier i Williamem Stanhope. Mimo jej popularności wśród szlachty jedynie dwóch rozważało poślubienie Kitty Fischer, John, 2. hrabia Poulett i Henry Herbert, 10. hrabia Pembroke. 19 sierpnia 1763 r. jej stangret Matthew Dodd został powieszony za zgwałcenie córki farmera. Tłum opóźnił egzekucję co spowodowało komentarz Jerzego III na temat niemoralności ówczesnych czasów.
W 1766 r. poślubiła Johna Norrisa (1740-1811), posła Rye w latach 1762-74, syna Johna Norrisa, byłego posła i właściciela ziemskiego z Hemsted, Benenden. Ślub odbył się najpierw w Szkocji 25 października w Trinity Church w Haddington, a później, po udzieleniu zezwolenia przez arcybiskupa Canterbury 4 grudnia 1766 r. w kościele St George’s Hanover Square w Londynie. Wiadomość o małżeństwie rozczarowała współczesnych, inni znów przypisywali nowej pani Norris opanowanie rozwiązłego życia męża i jego niepewnych finansów. Mówiono o niej, że jest dobroczyńcą miejscowej biednej społeczności a wieśniacy zachwycali się jej odwagą w jeździe konnej. Jednak już trzy miesiące później donoszono o jej podupadającym zdrowiu, prawdopodobnie z powodu gruźlicy lub ospy, obwiniano także za stan jej zdrowia zatrucie ołowiem, spowodowane używaniem kosmetyków. W drodze Hotwells w Bristolu zmarła w tawernie Three Tuns w Bath 10 marca 1767 r.

## Odniesienia w kulturze
Prócz wielu satyrycznych wierszy za życia, artykułów w prasie i portretów olejnych, Kitty Fischer doczekała się także pośmiertnie twórczości opiewającej jej urodę. Edward Thompson pisał o jej odejściu w wierszu „On the Death of Kitty Fisher” oraz w epigramie „On Kitty Fisher's Dying Soon after she was Married”. Henry Harington opublikował pieśń w trzech częściach zatytułowaną „An Elegy: on Kitty Fisher Lying in State at Bath”. W 1782 r. pisał o niej też George Selwyn. W 1788 r. Henry Swinburne opisując francuską szlachciankę, porównał ją do zabalsamowanej królowej egipskiej lub Kitty Fischer w swojej szacie pośmiertnej. Postać kurtyzany Kitty Willis w komedii Hannah Cowley z 1781 r. pod tytułem „The Belle's Stratagem” była oparta na postaci Fischer. Jej imię żyło również w wyrażeniu „My eye, Kitty Fisher!” czy w rymowance:
Lucy Locket lost her pocket,
Kitty Fisher found it:
The deuce a farthing was there in't-
Only the binding round it.